# Adoxophyes psammocyma
Adoxophyes psammocyma es una especie de polilla del género Adoxophyes, tribu Archipini, subfamilia Tortricinae.

## Distribución
Se distribuye por India.

## Taxonomía
Fue descrita por Meyrick en 1908 y publicada en Journal of the Bombay Natural History Society 18: 617.